# Sabacon astoriensis
Sabacon astoriensis is een hooiwagen uit de familie Sabaconidae.